# Суворов (Тульська область)
Суво́ров (рос. Суворов) — місто (з 1954), адміністративний центр Суворовського району, Тульська область, Росія. Населення — 17 615 осіб (2016 рік).

## Історія
Одна з чотирьох залізничних станцій, розташованих у Ліхвінському повіті, — Суворово, перебувала на лівому березі річки Черепеть, а на протилежному березі —  село Суворово. За розповідями городян, походження села Суворово наступне: його заснували демобілізовані солдати армії Суворова.
У 1934 році в районі почався видобуток вогнетривкої глини, яку відправляли на ст. Суворово, і рудник із селищем отримав назву Суворовський. У 1949 році почалося будівництво Черепецької ГРЕС, нове селище електростанції також був названий Суворовським. У 1951 році селище Суворовське віднесено до категорії робітничих селищ.
12 серпня 1954 року робітниче селище Суворовське, Ханінського району, було перетворено в місто районного підпорядкування Суворов.
28 лютого 1958 року районний центр Ханінського району було перенесено із робітничого селища Ханін до міста Суворов, а район перейменований у Суворовський. З 2006 року місто утворює муніципальне утворення (міське поселення) «місто Суворов».

## Транспорт
Місто Суворов розташоване на відстані 87 км від м. Тула, 55 км від м. Калуга і за 270 км від Москви.

## Уродженці
- Артемова Людмила Іванівна (нар. 1948) — провідна актриса Тбіліського державного академічного російського драматичного театру імені О. С. Грибоєдова. Заслужена артистка Грузії.